# Otto Smirat
Otto Smirat (ur. 18 października 1938, zm. 2021) – wschodnioniemiecki judoka.
Uczestnik mistrzostw świata w 1969. Zdobył dziewięć medal na mistrzostwach Europy w latach 1962 - 1970.